# Skateboard under sommer-OL 2020
Skateboard under sommer-OL 2020 afvikles på Olympic BMX Course, der ligger i Tokyo Bay zonen. Skateboard afvikles over fire konkurrencer med deltagelse af i alt 80 udøvere.

## Turneringsformat
I street-konkurrencerne bliver der konkurreret på en bane, der er opbygget med inspiration fra et almindeligt bybillede med trapper, bænke, gelændere, stolper og mange andre forhindringer. 

I park-konkurrencerne bliver der konkurreret på en bane, der er et specialdesignet betonlandskab med inspiration fra runde swimmingpools (bowl) og halfpipe.

## Tidsplan
| H/D             | Dato      | Start tid |
| --------------- | --------- | --------- |
| Street (herrer) | 26. juli  | 09:00     |
| Street (damer)  | 27. juli  | 09:00     |
| Park (damer)    | 5. august | 09:00     |
| Park (herrer)   | 6. august | 09:00     |

## Medaljefordeling

### Medaljetabel
| Placering | Land           | Guld | Sølv | Bronze | Total |
| --------- | -------------- | ---- | ---- | ------ | ----- |
| 1         | Japan          | 3    | 1    | 1      | 5     |
| 2         | Australien     | 1    | 0    | 0      | 1     |
| 3         | Brasilien      | 0    | 3    | 0      | 3     |
| 4         | USA            | 0    | 0    | 2      | 2     |
| 5         | Storbritannien | 0    | 0    | 1      | 1     |
| Total     | Total          | 4    | 4    | 4      | 12    |

### Medaljevindere
| Event         | Guld                       | Sølv                       | Bronze                     |
| ------------- | -------------------------- | -------------------------- | -------------------------- |
| Street herrer | Yuto Horigome · Japan      | Kelvin Hoefler · Brasilien | Jagger Eaton · USA         |
| Park herrer   | Keegan Palmer · Australien | Pedro Barros · Brasilien   | Cory Juneau · USA          |
| Street damer  | Momiji Nishiya · Japan     | Rayssa Leal · Brasilien    | Funa Nakayama · Japan      |
| Park damer    | Sakura Yosozumi · Japan    | Kokona Hiraki · Japan      | Sky Brown · Storbritannien |